# أليسون ماكينيس
أليسون مكلور ماكينيس OBEB من مواليد 17 يوليو 1957 هي سياسية اسكتلندية ديمقراطية ليبرالية . كانت المتحدثة باسم الحزب الديمقراطي الليبرالي الاسكتلندي . وكانت عضوًا في البرلمان الاسكتلندي لمنطقة شمال شرق اسكتلندا 2007-2016، فعندما فقدت مقعدها في انتخابات البرلمان الاسكتلندي .  أثناء وجوده في البرلمان، كانت ماكينيس عضوًا في لجنة العدل وعضوًا بديلاً في لجنة الشؤون الريفية وتغير المناخ والبيئة في البرلمان الاسكتلندي. 
اليسون اصيلة إيرفين، أيرشاير ،و التحقت ماكينيس بأكاديمية إيرفين الملكية ومدرسة ماكلارين الثانوية ، كاليندار قبل الدراسة في جامعة جلاسكو .
وعاشت ماكينيس مع زوجها لأكثر من 25 عامًا. لديهم طفلان بالغان.